# Gyrtona oxyptera
Gyrtona oxyptera är en fjärilsart som beskrevs av George Francis Hampson 1912. Gyrtona oxyptera ingår i släktet Gyrtona och familjen nattflyn. Inga underarter finns listade i Catalogue of Life.